# Vibeke Karlsen
Vibeke Karlsen (1967. augusztus 1. –) norvég nemzetközi női labdarúgó-játékvezető.

## Pályafutása

### Nemzeti játékvezetés
A játékvezetői vizsgát 1983-ban tette le. Nemzeti labdarúgó-szövetségének megfelelő játékvezető bizottságai minősítése alapján jutott magasabb osztályokba. 1992-től a Toppserien játékvezetője. A nemzeti játékvezetéstől 2012-ben vonult vissza. Első ligás mérkőzéseinek száma: 153.

#### Nemzeti kupamérkőzések
Vezetett kupadöntők száma: 1.

##### Norvég női labdarúgókupa
| Időpont           | Helyszín               | Mérkőzés típusa | Mérkőzés                                | Eredmény | Nézők száma |
| ----------------- | ---------------------- | --------------- | --------------------------------------- | -------- | ----------- |
| 2009. november 7. | Telenor Arena, Fornebu | döntő           | LSK Kvinner Fotballklubb–Røa Idrettslag | 1 – 1    | 7015        |

### Nemzetközi játékvezetés
A Norvég labdarúgó-szövetség Játékvezető Bizottsága (JB) terjesztette fel nemzetközi játékvezetőnek, a Nemzetközi Labdarúgó-szövetség (FIFA) 1996-tól tartotta nyilván női bírói keretében. A FIFA JB központi nyelvei közül a angolt beszéli. Több nemzetek közötti válogatott és klubmérkőzést vezetett, vagy működő társának 4. bíróként segített. A  nemzetközi játékvezetéstől 2004-ben búcsúzott.

#### Női labdarúgó-világbajnokság
A világbajnoki döntőkhöz vezető úton az Egyesült Államok rendezte a 4., a 2003-as női labdarúgó-világbajnokságot, ahol a FIFA JB játékvezetőként alkalmazta. Selejtező mérkőzéseket az UEFA zónában vezetett.

##### 2003-as női labdarúgó-világbajnokság

###### Selejtező mérkőzés
| Időpont              | Helyszín           | Mérkőzés típusa           | Mérkőzés           | Eredmény |
| -------------------- | ------------------ | ------------------------- | ------------------ | -------- |
| 2001. szeptember 27. | Auestadion, Kassel | előselejtező (4. csoport) | Németország–Anglia | 3 – 1    |

#### Női labdarúgó-Európa-bajnokság
A női európai labdarúgó torna döntőjéhez vezető úton Norvégia és Svédország a 7., az 1997-es női labdarúgó-Európa-bajnokságot, valamint Anglia a 9., a 2005-ös női labdarúgó-Európa-bajnokságot rendezte, ahol a FIFA/UEFA JB bíróként foglalkoztatta.

##### 1997-es női labdarúgó-Európa-bajnokság

###### Európa-bajnoki mérkőzés
| Időpont         | Helyszín                       | Mérkőzés típusa              | Mérkőzés                 | Eredmény | Nézők száma |
| --------------- | ------------------------------ | ---------------------------- | ------------------------ | -------- | ----------- |
| 1997. július 1. | Nobelstadion, Karlskoga        | csoportmérkőzés (A. csoport) | Spanyolország–Svédország | 0 – 1    | 3403        |
| 1997. július 4. | Tingvalla IP Stadion, Karlstad | csoportmérkőzés (A. csoport) | Svédország–Franciaország | 3 – 0    | 2751        |

##### 2005-ös női labdarúgó-Európa-bajnokság

###### Selejtező mérkőzés
| Időpont           | Helyszín                | Mérkőzés típusa           | Mérkőzés           | Eredmény |
| ----------------- | ----------------------- | ------------------------- | ------------------ | -------- |
| 2003. március 27. | Városi Stadion, Potsdam | előselejtező (4. csoport) | Németország–Skócia | 5 – 0    |

##### 2000. évi nyári olimpiai játékok
A 2000. évi nyári olimpiai játékok labdarúgó tornáján a FIFA JB bírói szolgálatra alkalmazta.

###### Női labdarúgótorna a 2000. évi nyári olimpiai játékokon
| Időpont              | Helyszín                        | Mérkőzés típusa              | Mérkőzés            | Eredmény | Nézők száma |
| -------------------- | ------------------------------- | ---------------------------- | ------------------- | -------- | ----------- |
| 2000. szeptember 19. | Sydney Football Stadion, Sydney | csoportmérkőzés (E. csoport) | Ausztrália–Brazília | 1 – 2    | 29 400      |

#### Algarve-kupa
| Időpont           | Helyszín                  | Mérkőzés típusa           | Mérkőzés                    | Eredmény |
| ----------------- | ------------------------- | ------------------------- | --------------------------- | -------- |
| 2000. március 12. | Városi Stadion, Albufeira | előselejtező (A. csoport) | Egyesült Államok–Portugália | 7 – 0    |

## Sportvezetőként
Aktív pályafutását befejezve a FIFA/UEFA JB instruktora, ellenőre.